# João Miguel (minissérie)
João Miguel é uma minissérie brasileira produzida pela TV Cultura e escrita por Renata Pallottini e direção-geral de André Garolli, com co-produção da TV Cultura e da SESC. Teve sua estreia no dia 2 de agosto de 2009 e teve um termino no dia 23 de agosto de 2009, teve 4 capítulos.

## Elenco

### Personagens centrais
| Ator                  | Personagem      |
| --------------------- | --------------- |
| Eucir de Souza        | João Miguel     |
| Walter Breda          | Zé Milagreiro   |
| Vera Mancini          | Filó            |
| Ênio Gonçalves        | Coronel Nonato  |
| Luiz Baccelli         | Boca            |
| Maria do Carmo Soares | Eloá Lúcia      |
| Majo de Castro        | Santa           |
| Sérgio Mastropasqua   | Cabo Salu       |
| Taubaté Lisboa        | Doca Carcereiro |
| Nani de Oliveira      | Maria Eloi      |
| Fernanda Viacava      | Angélica        |
| Ana Maria Carvalho    | Velha Bêbada    |
| Tony Giusti           | Barretinho      |
| Natália Gonsales      | Candinha        |
| Pepe Scrofft          | Soldado 1       |
| Renaldo Taunay        | Soldado 2       |
| Javert Monteiro       | Juiz            |
| Rodolfo Freitas       | Luis            |